# Kontrollratsgesetz Nr. 5
Das Kontrollratsgesetz Nr. 5 war ein Gesetz des Alliierten Kontrollrats vom 30. Oktober 1945, in Kraft getreten am 4. November 1945. Es regelte die Übernahme und Erfassung des deutschen Vermögens im Ausland, um es für deutsche Reparationen nach dem Zweiten Weltkrieg heranzuziehen.

## Vorgeschichte
Noch während des Zweiten Weltkriegs empfahl die Konferenz von Bretton Woods in ihrer Schlussakte vom 22. Juli 1944 auch den neutralen Staaten, das deutsche Auslandsvermögen festzustellen und zu sichern. Der auf der Zweiten Québec-Konferenz der Alliierten im September 1944 beschlossene, jedoch später wieder verworfene Morgenthau-Plan sah neben Gebietsabtretungen und der Heranziehung Deutscher zu Arbeitsleistungen auch die Einziehung des deutschen Auslandsvermögens und die Vernichtung des deutschen Industriepotentials vor. Auf der Konferenz von Jalta im Februar 1945 und in der Akte von Chapultepec im März 1945 wurde die Heranziehung des deutschen Auslandsvermögens nicht nur in den Vereinigten Staaten, sondern in Gesamtamerika für Zwecke der Wiedergutmachung der während des Krieges entstandenen Schäden bestimmt.

## Wegnahme deutschen Vermögens im Ausland
Im Potsdamer Abkommen vom 2. August 1945 waren die Hauptsiegermächte übereingekommen, dass das deutsche Vermögen im Ausland einschließlich aller Devisenwerte sowie industrielle Anlagen und Handelsschiffe dazu dienen sollten, die den Alliierten durch den Zweiten Weltkrieg zugefügten Schäden wiedergutzumachen. Demgemäß wurden durch das Kontrollratsgesetz Nr. 5 vom 30. Oktober 1945 alle Rechte am deutschen Auslandsvermögen einer Vier-Mächte-Kommission übertragen, die alle Eigentümergewalt ausüben sollte.
Je nach Belegenheit des Vermögens wurde es auf unterschiedlicher Rechtsgrundlage beschlagnahmt.
Nach Art. 6 des Pariser Reparationsabkommens sollte jeder der dortigen Unterzeichnerstaaten deutsche Vermögenswerte innerhalb seines Gebiets einbehalten und ihre Rückkehr in deutsches Eigentum oder deutsche Kontrolle ausschließen.
Die Wegnahme des deutschen Vermögens in den mit dem Deutschen Reich ehemals verbündeten Ländern Italien, Ungarn, Rumänien, Bulgarien und Finnland zugunsten der Alliierten erfolgte auf Grund der Bestimmungen der auf der Pariser Friedenskonferenz 1946 geschlossenen Friedensverträge mit diesen Staaten, in Japan auf Grund des Friedensvertrages vom 8. September 1951. Unabhängig davon konnte die Sowjetunion bereits aufgrund der Potsdamer Reparationsregelung über die deutschen Vermögenswerte in der sowjetischen Besatzungszone sowie über die deutschen Auslandsguthaben in Ostösterreich, Bulgarien, Finnland und Rumänien verfügen.
Mit den im Zweiten Weltkrieg neutral gebliebenen Staaten schlossen die Westmächte die sog. Safe-Haven-Abkommen, nämlich die Washingtoner Abkommen mit der Schweiz vom 25. Mai 1946 und mit Schweden vom 18. Juli 1946. Mit Portugal wurde das Lissaboner Abkommen vom 21. Februar 1947 und mit Spanien das Madrider Abkommen vom 10. Mai 1948 geschlossen. Die Abkommen sahen die Liquidation der deutschen Vermögenswerte in diesen Staaten vor.
Damit war das gesamte deutsche Auslandsvermögen durch die von den Alliierten selbst oder auf ihre Veranlassung getroffenen Maßnahmen weggenommen worden. Das in Österreich von den Alliierten beschlagnahmte deutsche Vermögen wurde schließlich nach dem Österreichischen Staatsvertrag vom 15. Mai 1955 der Republik Österreich übergeben.

## Aufteilung der Vermögenswerte
Der Ausdruck „Vermögen“ umfasste nach Art. X b des Gesetzes „alles bewegliche und unbewegliche Vermögen und alle fälligen sowohl wie nicht fälligen Rechte und Ansprüche jeglicher Art auf solches Vermögen einschließlich allen Vermögens und aller Rechte und Ansprüche jeglicher Art hierauf, die an Dritte dem Namen nach oder als Treuhänder übertragen worden sind oder in deren Verfügungsgewalt stehen.“
Darunter fielen insbesondere das Eigentum an Immobilien, Waren, Handels- und anderen Gütern, beweglichen Gegenständen, Münzen, Barren, Zahlungsmitteln, Bank- und andere Guthaben, Außenstände, Aktien, Anteile, Ansprüche, Lagerscheine und alle Arten von Wertpapieren sowie geistiges Eigentum in Form von Patentrechten, Urheberrechten, Rechten an Schutzmarken und Warenzeichen.
Das gesamte im Eigentum, Besitz oder unter der Kontrolle einer in Deutschland befindlichen Person deutscher Staatsangehörigkeit stehende Vermögen wurde gemäß Art. 2 des Gesetzes auf eine beim Kontrollrat gebildete „Kommission für das deutsche Auslandsvermögen“ übertragen, die auch die genaue Aufteilung der Vermögenswerte regeln sollte (Art. 1 des Gesetzes).
Die Sowjetunion erhielt die deutschen Vermögenswerte in Bulgarien, Finnland, Rumänien Ungarn und dem östlichen Teil Österreichs, die westlichen Alliierten solche in allen übrigen Staaten.
Die Gesamtsumme der deutschen Auslandsverluste wurde für die Westzonen mit 13 Mrd. Reichsmark (RM) beziffert (berechnet in Preisen des Jahres 1939), für die SBZ auf 4 Mrd. RM geschätzt.

## Nach Gründung der Bundesrepublik Deutschland

### Überleitungsvertrag
Nach Aufhebung des Besatzungsstatuts verlor das Kontrollratsgesetz Nr. 5 gem. Art. 2 des Sechsten Teils des Überleitungsvertrags im Bundesgebiet weitgehend seine Wirksamkeit. Nach Art. 4 des Sechsten Teils konnte die Bundesrepublik über deutsche Auslandswerte, die noch nicht übertragen oder liquidiert oder über deren Liquidationserlöse noch nicht verfügt worden war, Vereinbarungen mit allen Staaten schließen, mit denen sich Deutschland seit dem 1. September 1939 im Kriegszustand befunden hatte. Gemäß Art. 5 des Überleitungsvertrags sollte sie außerdem dafür sorgen, dass die früheren Eigentümer der beschlagnahmten Werte entschädigt werden.
Im Auswärtigen Amt bestand von 1953 bis 1963 das Referat Deutsches Auslandsvermögen, das für diese Verhandlungen bestimmt war und später im Referat Kriegsfolgen aufging.
In der Folge gelang es der Bundesrepublik in den 1950er und 1960er Jahren, durch Abkommen mit mehreren Staaten die Freigabe des beschlagnahmten deutschen Vermögens oder von Liquidationserlösen hieraus sowie die Zahlung von Entschädigungsbeträgen zu erreichen.
Ferner haben eine Reihe anderer Staaten durch einseitige Maßnahmen deutsches Vorkriegsvermögen oder die Liquidationserlöse hieraus ganz oder teilweise freigegeben. Dazu zählen die Südafrika, Indien, Pakistan, Brasilien, Argentinien, Chile, Iran, Türkei, Malaysia und die Vereinigte Arabische Republik (Ägypten).
Außerdem wurden in den Ausgleichsverträgen mit Belgien, Luxemburg und den Niederlanden deutsche Grenzgrundstücke und zum Teil auch andere beschlagnahmte deutsche Vermögenswerte freigegeben. Belgien gab zudem seine Annexionspläne nach dem Zweiten Weltkrieg auf.
Schließlich konnte in einem Abkommen mit Italien vom 2. Juni 1961 erreicht werden, dass beschlagnahmte, aber noch nicht liquidierte deutsche Vermögenswerte freigegeben sowie in bestimmten Härtefällen Liquidationserlöse erstattet wurden.

### Reparationsschädengesetz
Die Entschädigung für Vermögensverluste wurde im deutschen Reparationsschädengesetz von 1969 geregelt. Darunter fielen auch die Verluste an deutschem Auslandsvermögen und Schäden, die durch Demontagen und Wegnahmen solcher Wirtschaftsgüter im Inland entstanden sind, welche in das Ausland verbracht worden waren (sog. Reparationsschäden).

### Zwei-plus-Vier-Vertrag
Durch Art. 7 Abs. 1 des Zwei-plus-Vier-Vertrags vom 12. September 1990 wurden unter anderem die Potsdamer Beschlüsse vom 2. August 1945 aufgegeben und damit faktisch auch das Kontrollratsgesetz Nr. 5, das auf diesen Beschlüssen beruhte.